# Eremiascincus timorensis
Espèce
Synonymes
- Glaphyromorphus timorensis Greer, 1990

Statut de conservation UICN

 DD  : Données insuffisantes
Eremiascincus timorensis est une espèce de sauriens de la famille des Scincidae.

## Répartition
Cette espèce est endémique de Timor dans les Petites îles de la Sonde.

## Étymologie
Son nom d'espèce, composé de timor et du suffixe latin -ensis, « qui vit dans, qui habite », lui a été donné en référence au lieu de sa découverte : l'île de Timor.

## Publication originale
- Greer, 1990 : The Glaphyromorphus isolepis species group (Lacertilia: Scincidae): diagnosis of the taxon and description of a new species from Timor. Journal of Herpetology, vol. 24, no 4, p. 372-377.